# Dalhemscupen
Dalhemscupen är en årlig handbollscup i Malmö arrangerad av Dalhems IF. 2013 firade cupen 50 år.